# ボワ＝コロンブ
ボワ＝コロンブ （Bois-Colombes）は、フランス、イル＝ド＝フランス地域圏、オー＝ド＝セーヌ県のコミューン。

## 歴史

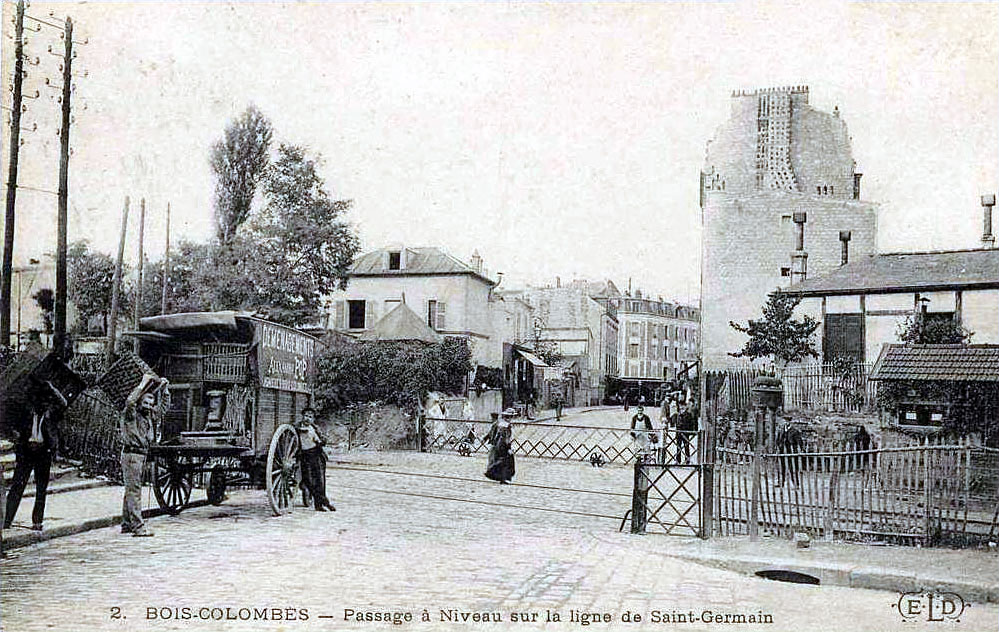
1910年頃のボワ＝コロンブ

19世紀半ばまで、ボワ＝コロンブはコロンブに属す森林だった。フランス第一帝政崩壊後は、この地にコサック兵が野営していた。最初に建てられたのは休日客用のギャンゲットで、アニエール＝シュル＝セーヌの拡大でさらに建物が増していった。1880年、独立したコミューンとなった。
現在、ボワ＝コロンブは中産階級の住宅、邸宅、豪華なオスマン様式のアパートメントが主に建っている。

## 政治
ボワ＝コロンブは、長期間規則的に右派支持を表している。元市長エミール・トリコン（RPR）は在職期間が33年にも及んだ。
2007年より電子投票が導入された。

## 交通
- 鉄道 - トランジリアンJ線、ボワ＝コロンブ駅

## 姉妹都市
- ノイ・ウルム、ドイツ